# Brin Oxygen Co. Ltd
Brin Oxygen Co. Ltd, parfois désignée sous l'acronyme BOC, était une compagnie britannique spécialisée dans les gaz industriels, qui a été absorbée par le groupe allemand Linde le 5 septembre 2006. Au mois de septembre 2004, BOC employait 30 000 salariés dans le monde entier, avec des ventes estimées à plus de 10,6 milliards de livres sterling. BOC était cotée au FTSE 100 et au FT 30.

## Histoire

### Les débuts de Brin's Oxygen Company (1886–1905)
La compagnie a été créée en 1886 par deux Français, les frères Arthur (1840-1894) et Léon Brin. Au début, elle produisait de l'oxygène avec un procédé à haute température à l'oxyde de baryum dit « procédé Brin », fondé sur les recherches de Thénard et Jean-Baptiste Boussingault,. Le principal débouché de l'oxygène gazeux n'était encore que l’alimentation des projecteurs de théâtre et les lanternes magiques mais en 1903, le développement du soudage oxyacétylénique ouvre de nouvelles perspectives, cependant que de nouveaux procédés cryogéniques font simultanément leur apparition en France, en Grande-Bretagne et aux États-Unis , et en Allemagne. Pour ce qui concerne le procédé de détente Joule-Thomson, c'est l'ingénieur allemand Carl von Linde qui dépose le premier brevet exclusif pour l'Europe. Les frères Brin négocient le brevet d'exploitation du procédé Linde en offrant à Carl von Linde une participation dans le directoire de Brin's Oxygen Company, que ce dernier conservera jusqu'en 1914. La tuyère à détente Linde remplace dès lors avantageusement le procédé à oxyde de baryum, ouvrant la voie à des économies d'échelle.

### L'expansion internationale de BOC (1906–1978)
En 1906, les frères Brin rebaptisent leur société British Oxygen Company ou BOC en abrégé. Au cours de la Première Guerre mondiale, la production en série d'armes et de blindages fait exploser la demande en oxygène pour les convertisseurs sidérurgiques et en gaz liquéfiés pour le soudage ou la découpe des métaux. Avec le capital accumulé, BOC absorbe ses clients ou ses concurrents : Sparklets Ltd, Allen-Liversidge Ltd et Quasi-Arc Company.
La Deuxième guerre mondiale apporte une nouvelle période de prospérité, Brin assurant la couverture des besoins du Royaume-Uni en gaz de combat et oxygène médical. Grâce à ses bénéfices, BOC crée cette fois des filiales dans plus de vingt pays. Dans les années 1950, la demande soutenue de l'industrie automobile, qui exploite de nouveaux procédés sidérurgiques plus consommateurs d'oxygène pousse la compagnie à massifier ses livraisons de gaz. 
BOC se diversifie dans les années 1960 et 1970. Elle se positionne sur le marché de la réfrigération en créant en 1968 une co-entreprise avec Linde : BOC-Linde Refrigeration Ltd.', et en absorbant en 1969 Ace Refrigeration Ltd et J. Muirhead Ltd, deux gros acteurs de la réfrigération agroalimentaire. En vue de s'établir en Extrême-Orient, elle crée une filiale à Tokyo : British Oxygen (Far East) Ltd ; suivent de nouvelle filiales et co-entreprises en Jamaïque, aux Pays-Bas, en Afrique du Sud, en Suède et Espagne pour toutes sortes de produits :  transformateurs, électro-aimants industriels, agroalimentaire, stabilisation isotopique, marquage radioactif et centrales cryogéniques. Enfin en 1971, la compagnie s'équipe du plus puissant ordinateur central du Royaume-Uni pour gérer un réseau de terminaux à travers le pays, tout en vendant du temps de calcul à ses clients. 
Mais le premier choc pétrolier force BOC à repenser sa stratégie et à se recentrer sur son premier métier, celui des gaz industriels et du génie biomédical. Elle développe ces secteurs sur les marchés européens, américains et d'Extrême-Orient et en 1975, prend le nom de BOC International Ltd pour marquer son caractère de multinationale.

### Le groupe BOC (1978–2006)
Une étape importante dans l’histoire de BOC aura été la lutte pour l'acquisition de son principal concurrent américain, Airco Industrial Gases. Au terme d'un procès de 11 ans, Airco est absorbé en 1978 par BOC et la multinationale prend le nom de BOC Group.
Puis en 1999, une rumeur se répand que le leader du gaz industriel américain Praxair (filiale de Union Carbide Industrial Gases séparée en 1992) prépare une OPA amicale de BOC Group. À cette annonce, Air liquide et Air Products font une série d'offres publiques d'achat de BOC Group. Le 13 juillet 1999, le directoire de BOC approuve une option de rachat à 14,60 £ par action. Moyennant une offre de 11 milliards, les actifs de BOC Group seraient répartis entre L'Air Liquide et Air Products,  ; mais le 12 mai 2000, l'échéance est forclose, faute pour les deux multinationales d'avoir trouvé un terrain d'entente avec la Federal Trade Commission américaine.
Après l'échec de la fusion, BOC Group s'efforça de relancer sa croissance en prospectant de nouveaux marchés et en rationalisant son portefeuille de participations : quelques mois plus tard, BOC Group annonça le licenciement de 1 500 salariés, puis en 2002 fusionna sa filiale japonaise avec celle d'Air liquide pour former Japan Air Gases. BOC racheta les usines de Praxair en Pologne.
Au mois de novembre 2003, BOC Group annonça la revente d'Afrox Healthcare (un hôpital et groupe médical opérant en Afrique du Sud) au consortium dirigé par le fonds d'investissement Black Economic Empowerment.

## Sièges sociaux
Lorsque BOC était une multinationale, son siège social se trouvait à Windlesham, petit village situé à 35 km au sud-ouest de Londres. Les bureaux construits dans les années 1980, affectent au sol l'allure d'une molécule de dioxygène et constituent un chef d’œuvre de l'architecture contemporaine. Laissés à l'abandon en 2004, ils ont été revendus. Les cadres du siège de Windlesham ont rejoint le siège historique de Guildford ou le siège de Linde à Munich, en Allemagne.